# 羅拔·費德歷·史密夫 (澳洲政治人物)
（1948年5月22日—）是澳洲政治家。1999年至2010年，他是維多利亞州立法局的工黨成員，代表東南大都會區。
史密斯出生於英格蘭，1958—1963年就讀於聖布倫丹公立學校，1963—1965年就讀於昆士蘭州布里斯班的索爾茲伯里高中。1965年，他成為澳洲皇家海軍的永久成員，並一直任職到1980年，當時他成為一家鋼鐵廠的工廠操作員。1989年，他成為工會領袖。
史密斯在1999年維多利亞州選舉中代表切爾西省當選立法會議員。2006年立法局改革時，他以工黨第三名的身份預選東南大都會區，並當選。2006年12月出任立法局主席。2010年選舉中，史密斯競選西部大都會區席位但未能獲勝。